# Bugula harmsworthi
Bugula harmsworthi är en mossdjursart som beskrevs av Campbell Easter Waters 1900. Bugula harmsworthi ingår i släktet Bugula och familjen Bugulidae. Inga underarter finns listade i Catalogue of Life.